# Cory Monteith
Cory Allan Michael Monteith (Calgary, 11 maggio 1982 – Vancouver, 13 luglio 2013) è stato un attore e cantante canadese, noto principalmente per il ruolo di Finn Hudson nella serie televisiva Glee.

## Biografia
Nato a Calgary nella provincia dell'Alberta in Canada, era cresciuto a Victoria, nella Columbia Britannica. Di origini scozzesi, era il secondo figlio di Ann McGregor, arredatrice d'interni, e Joe Monteith, militare nella Princess Patricia's Canadian Light Infantry. Aveva un fratello maggiore, Shaun Monteith. I genitori di Cory divorziarono quando aveva sette anni. L'assenza di suo padre contribuì ai diversi disagi, come saltare la scuola (da studente promettente che era) e bere. Dopo aver cambiato 12 scuole diverse con programmi mirati a ragazzi con difficoltà, abbandonò la scuola a 16 anni. L'alcol e la droga lo portarono anche a piccoli furti a parenti e amici al fine di finanziare le sue dipendenze. All'età di 19 anni decise, aiutato dalla madre e dagli amici, di andare in riabilitazione. Nel 2011 conseguì il diploma. Prima di intraprendere la carriera da attore svolse diversi mestieri, dal tassista all'operaio edile.
Esordisce nel 2004 nell'episodio L'uragano della serie televisiva Stargate Atlantis, successivamente ottiene piccole partecipazioni a serie televisive come Supernatural e Smallville. Al cinema ottiene ruoli minori in film come Final Destination 3, White Noise: The Light, Invisible e Il respiro del diavolo. Tra il 2006 e il 2007 partecipa a diversi episodi di Kyle XY, interpretando Charlie Tanner. Nel 2008 partecipa alla serie antologica Fear Itself, recitando nell'episodio Festa di capodanno diretto da Darren Lynn Bousman. Nel 2009 acquista popolarità grazie alla serie televisiva Glee, dove interpreta Finn Hudson, quarterback della squadra di football con spiccate doti per il canto. Faceva parte della band rock californiana Bonnie Dune, in cui suonava la batteria. La sua ultima apparizione televisiva è avvenuta durante la quarta stagione della versione USA di MasterChef, in una puntata in cui il set di Glee è stato teatro di una prova esterna dove tutto il cast ha giudicato i piatti delle due squadre.

## Vita privata
Nel tardo 2011 aveva ufficializzato il suo fidanzamento con la co-star di Glee Lea Michele. Il 1º aprile 2013 era entrato in un centro di riabilitazione per prevenire l'uso di droghe, da cui era uscito il 26 dello stesso mese.

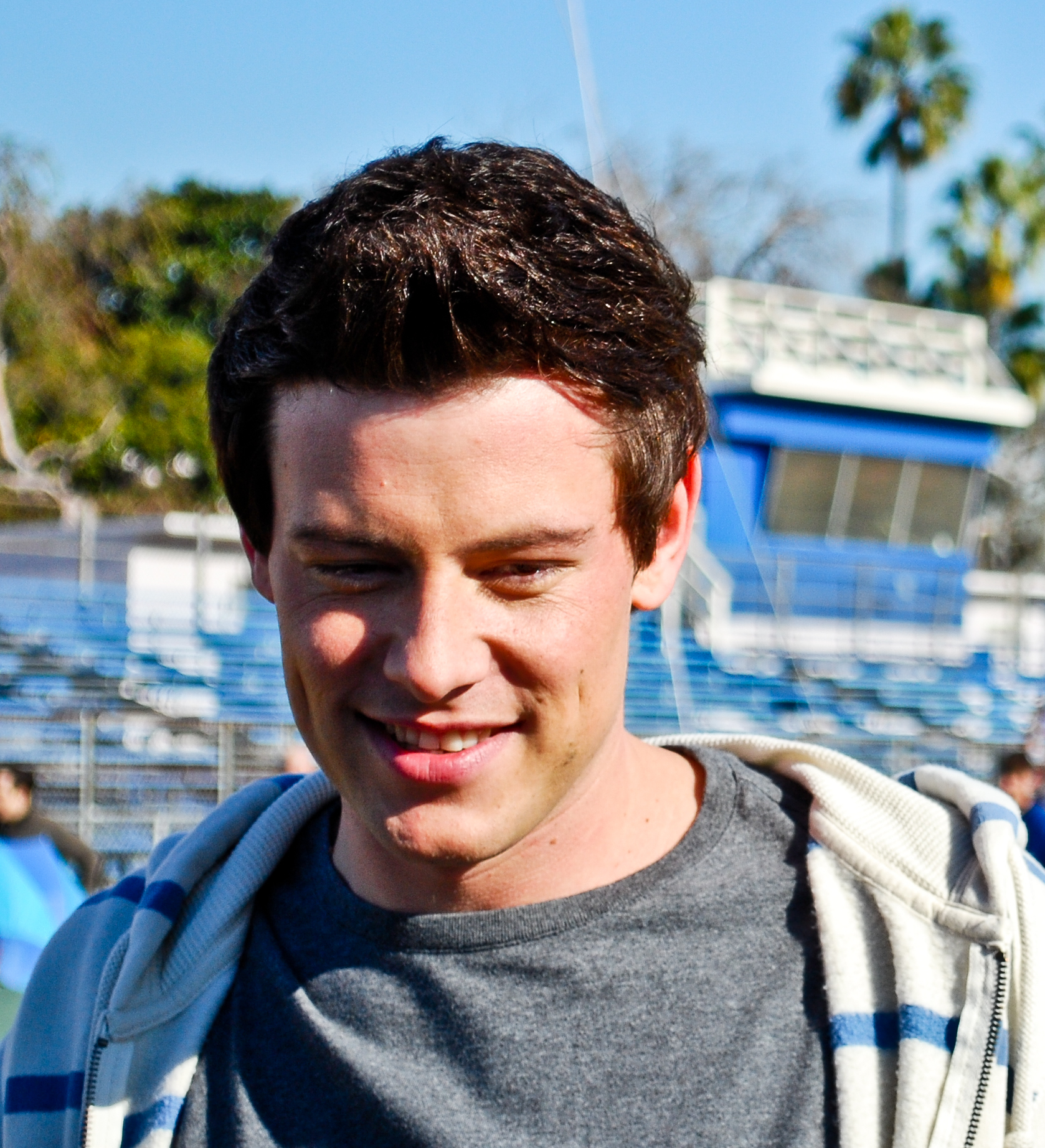
Cory Monteith nel 2011

## Morte
Il 13 luglio 2013 viene trovato senza vita in una stanza del Fairmont Pacific Rim di Vancouver, a 31 anni. I risultati dell'autopsia hanno rivelato che a causare la morte dell'attore sarebbe stato un mix di eroina e alcol.

## Filmografia

### Cinema
- Urban Legend 3, regia di Mary Lambert (2005)
- Bloody Mary, regia di Richard Valentine (2006)
- Final Destination 3, regia di James Wong (2006)
- Conciati per le feste (Deck the Halls), regia di John Whitesell (2006)
- White Noise: The Light (White Noise 2: The Light), regia di Patrick Lussier (2007)
- Gone, regia di Tash Baycroft – cortometraggio (2007)
- Invisible (The Invisible), regia di David S. Goyer (2007)
- Il respiro del diavolo (Whisper), regia di Stewart Hendler (2007)
- Monte Carlo, regia di Tom Bezucha (2011)
- Glee: The 3D Concert Movie, regia di Kevin Tancharoen – documentario (2011)
- Sister and Brothers, regia di Carl Bessai (2011)
- All the Wrong Reasons, regia di Gia Milani (2013) – postumo
- McCanick, regia di Josh C. Waller (2013) – postumo

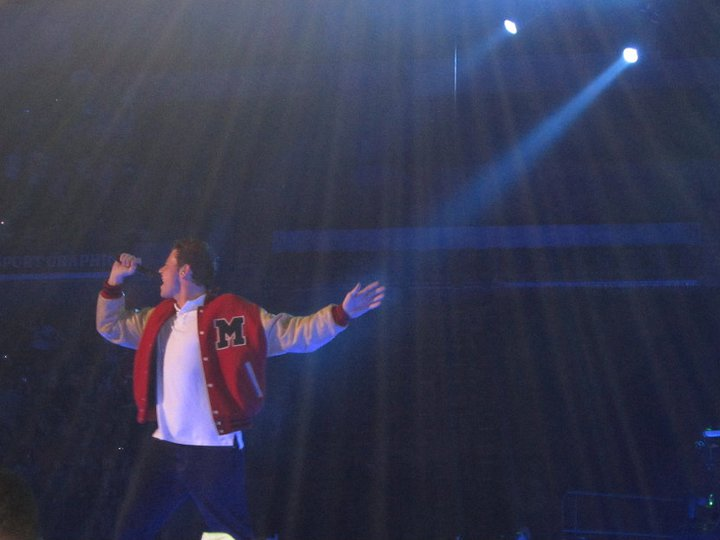
Cory Monteith Jessie's Girl Indy 2011

### Televisione
- Stargate Atlantis – serie TV, episodio 1x09 (2004)
- Killer Bash - Vendetta di sangue (Killer Bash), regia di David DeCoteau -– film TV (2005)
- Young Blades – serie TV, episodio 1x11 (2005)
- Supernatural – serie TV, episodio 1x02 (2005)
- Smallville – serie TV, episodio 5x05 (2005)
- Killer Instinct – serie TV, episodio 1x08 (2005)
- Whistler – serie TV, episodio 1x05 (2006)
- Stargate SG-1 – serie TV, episodio 10x06 (2006)
- Kraken: Tentacles of the deep aka Deadly Water, regia di Tibor Takács – film TV (2006)
- Hybrid, regia di Yelena Lanskaya – film TV (2007)
- Kyle XY – serie TV, 7 episodi (2006-2007)
- Flash Gordon – serie TV, episodio 1x06 (2007)
- Kaya – serie TV, 10 episodi (2007)
- Fear Itself – serie TV, episodio 1x06 (2008)
- Il ragazzo della porta accanto (The Boy Next Door), regia di Neill Fearnley – film TV (2008)
- Mistresses, regia di Sergio Mimica-Gezzan - film TV (2009)
- The Assistants – serie TV, episodi 1x02-1x03 (2009)
- Glee – serie TV, 81 episodi (2009-2013) – Finn Hudson
- I Simpson (The Simpsons) – serie TV, episodio 22x01 (2010) – voce
- The Cleveland Show (The Cleveland Show) – serie TV (2011) – voce
- The Glee Project (The Glee Project) – reality show, 1 episodio (2012)
- MasterChef – reality show, episodio 4x10 (2013)

## Doppiatori italiani
Nelle versioni in italiano dei suoi film, Cory Monteith è stato doppiato da:
- Flavio Aquilone in Glee, Glee - The 3D Concert Movie
- Andrea Mete in Il ragazzo della porta accanto
- Fabrizio De Flaviis in Montecarlo
- Gianluca Crisafi in Fear Itself
- Gabriele Lopez in Supernatural

Da doppiatore, Cory Monteith è stato sostituito da:
- Flavio Aquilone in The Cleveland Show